# المسقط المزولي

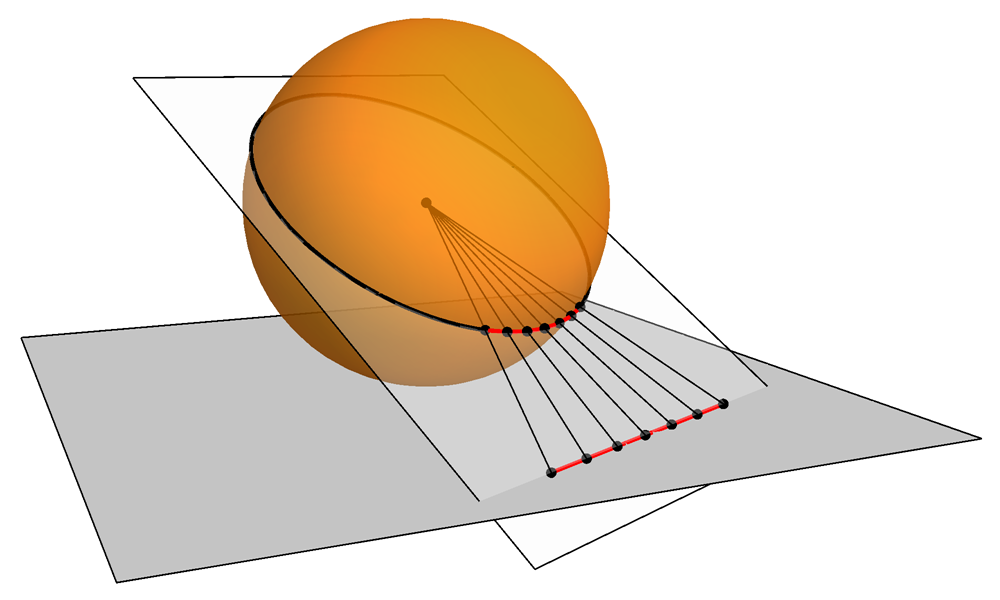
دوائر كبيرة تتحول إلى خطوط عن طريق المسقط المزولي

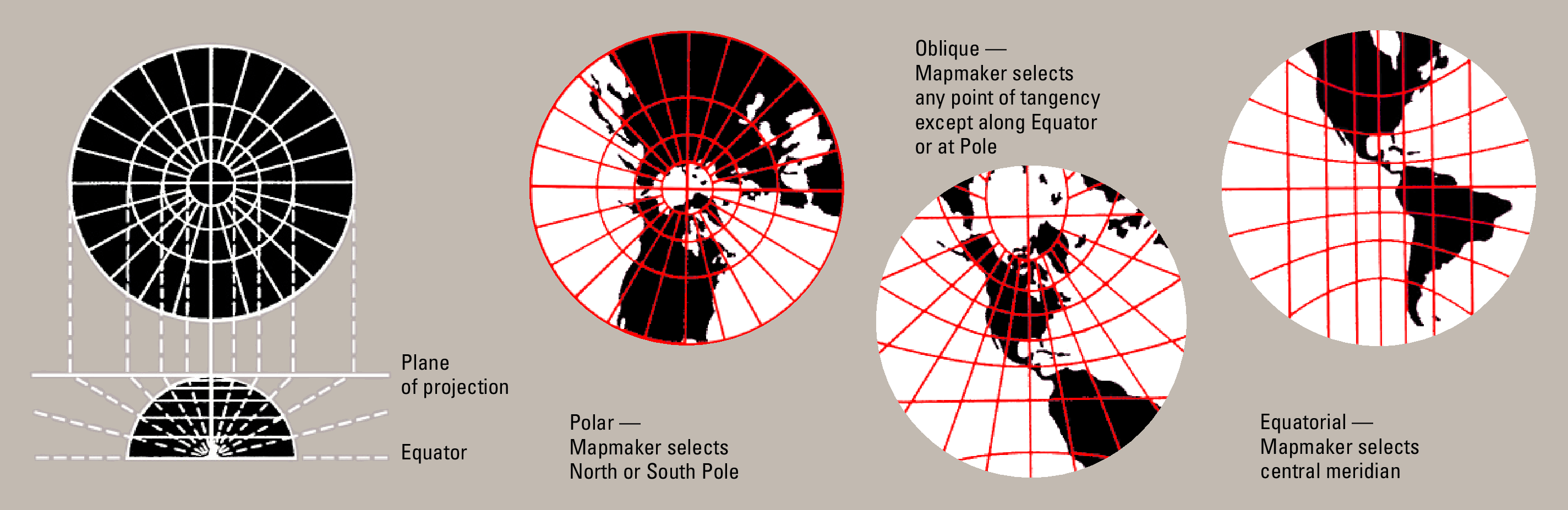
أمثلة على المسقط المزولي

يعرض الإسقاط المزولي أو المسقط المزولي، (بالإنجليزية: Gnomonic projection)‏، كل الدوائر الكبيرة خطوطًا مستقيمة. وبالتالي تقابل الطرق الأقصر بين موقعين في الحقيقة تلك التي على الخريطة. 
ويتحقق ذلك من خلال عرض، فيما يخص مركز الأرض (وبالتالي يتعامد على السطح)، سطح الأرض على مستوى تماس. أقل تشويه يحدث عند نقطة التماس. يمكن عرض أقل من نصف المجال على خريطة محدودة. وكنتيجة طبيعية، لا يمكن للعدسة الفوتوغرافية المستقيمة أن تشمل أكثر من 180 درجة لنفس السبب.

## الخصائص
وبما أن خطوط الطول (موضع خط طول ثابت) وخط الاستواء هي دوائر كبيرة، فإنها ستظهر دائمًا على أنها خطوط مستقيمة.
- إذا كانت نقطة التماس واحدة من قطب إذًا خطوط الطول هي شعاعية ومتباعدة بالتساوي. يقع خط الاستواء عند اللانهاية في كل الاتجاهات. تظهر المتوازيات (موضع دوائر العرض الثابتة) كدوائر متحدة المركز.
- إذا لم تكن نقطة التماس على القطب أو خط الاستواء، فإن خطوط الطول تخرج من القطب في خطوط مستقيمة باتجاه القطر، ولكنها ليست متساوية في التباعد. خط الاستواء هو خط مستقيم عمودي على خط طول واحد فقط (والذي يدل مرة أخرى على أن المسقط ليس مطابق).
- إذا كانت نقطة التماس على خط الاستواء، فستكون خطوط الطول متوازية ولكن ليس بنفس القدر من التباعد. خط الاستواء هو خط مستقيم متعامد على خطوط الطول. تظهر المتوازيات الأخرى كقطع زائد

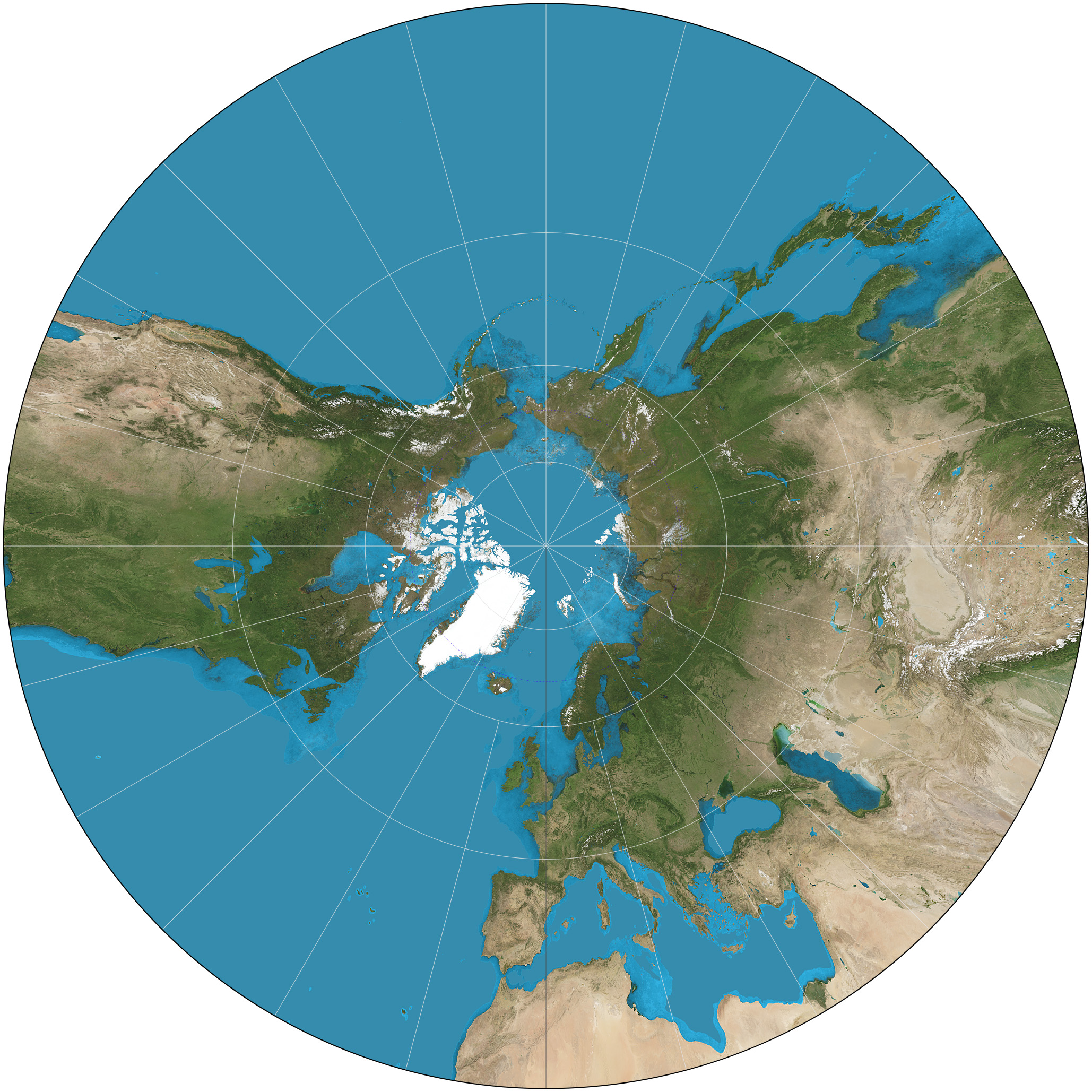
المسقط المزولي المتمركز على القطب الشمالي (North Pole) الجغرافي

بالنسبة لكل الإسقاطات السمتية، فإن زوايا نقطة التماس بها محفوظة. مسافة الخريطة من هذه النقطة هي الدالة ص(د) للمسافة الحقيقية د، التي تم تقديمها بواسطة
{\displaystyle r(d)=R\,\tan(d/R)}
حيث إن R هي نصف قطر الأرض. المقياس القطري هو
{\displaystyle r'(d)={\frac {1}{\cos ^{2}(d/R)}}}
والمقياس العرضي
{\displaystyle {\frac {1}{\cos(d/R)}}}
لذلك، فإن المقياس العرضي يزيد خارجيًا، والمقياس القطري يزيد أكثر.
ويقال إن المسقط المزولي هو أقدم مسقط خريطة، والتي طورها طاليس (Thales) في القرن السادس قبل الميلاد.
يتتبع مسار رأس الظل أو بقعة الضوء في الساعة الشمسية القائمة على العقدة نفس القطع الزائد الذي أحدثته المتوازيات على الخريطة المزولية.

## الإستخدام
يتم استخدام الإسقاطات المزولية في العمل المتعلق بالزلازل لأن موجات الزلازل تميل إلى التنقل على طول الدوائر الكبيرة. كما أنها تستخدم من قبل القوات البحرية في تخطيط تحديد الاتجاه الاتجاهات، نظرًا لأن الإشارات اللاسلكية تنتقل على طول الدوائر الكبيرة. تسافر النيازك أيضًا على طول الدوائر كبيرة، وقد أوصت أطلس برنو 2000،0 المزولية (Gnomonic Atlas Brno 2000.0) وهي IMO (International Meteor Organization) بمجموعة من الرسوم البيانية للمراقبة البصرية للنيازك.

## معلومات تاريخية
في 1947 سجل بكمنستر فولر (Buckminster Fuller) براءة اختراع لطريقة إسقاط مشابهة للإسقاط المزولي في النسخة ثماني الأسطح لخرائط Dymaxion. في عام 1954 قام بنشر نسخة متعدد الأسطح تحت عنوان خريطة العالم إيروشن (AirOcean World Map) وهذه هي النسخة الأكثر شيوعًا إلى اليوم.
يتم استخدام المسقط المزولي على نطاق واسع في التصوير الفوتوغرافي، حيث يسمى المسقط المستقيم.

## وصلات خارجية
- http://www.bfi.org/node/25 Description of the Fuller Projection map from the Buckminster Fuller Institute
- http://erg.usgs.gov/isb/pubs/MapProjections/projections.html#gnomonic Explanations of projections by الماسح الجيولوجي الأمريكي
- http://exchange.manifold.net/manifold/manuals/6_userman/mfd50Gnomonic.htm
- http://mathworld.wolfram.com/GnomonicProjection.html
- http://members.shaw.ca/quadibloc/maps/maz0201.htm
- Table of examples and properties of all common projections, from radicalcartography.net